# 하마다정
하마다정(浜田町)은 시마네현 나카군에 설치되었던 정이다. 현재의 하마다시에 해당한다.

## 역사
- 1889년 4월 1일 - 정촌제 시행에 의해 나카군 하마다정이 성립하였다.
- 1940년 11월 3일 - 이와미촌, 나가하마촌, 미카와촌, 스후촌과 합병 시로 승격해 하마다시가 신설하여 폐지되었다.

## 교통

### 철도
정내에 일본국유철도 산인본선이 지나가지만 역은 소재하지 않았다. 하마다역은 이와미촌에 소재했었다.

### 도로
- 국도 제18호선 (현 국도 제9호선)

### 항만
- 하마다항

## 참고문헌
- 角川日本地名大辞典 32 島根県